# Meridià 15 a l'est

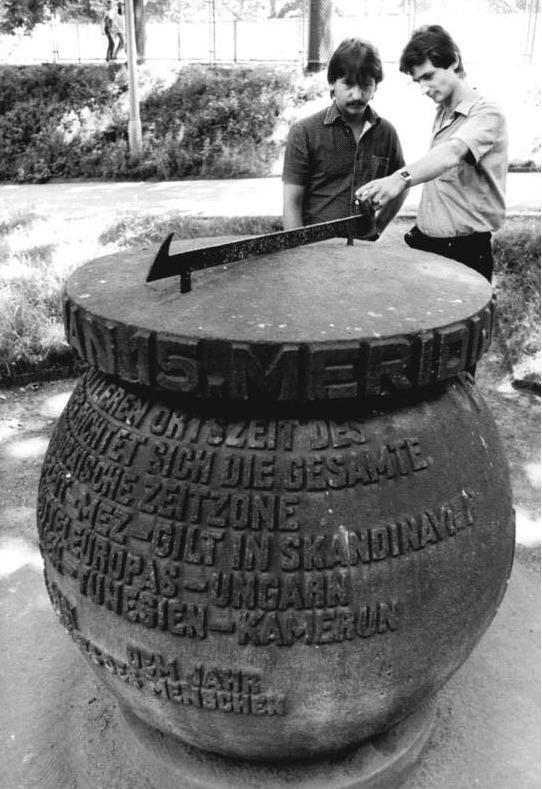
Monument marcant el meridià a Görlitz, la ciutat més oriental d'Alemanya

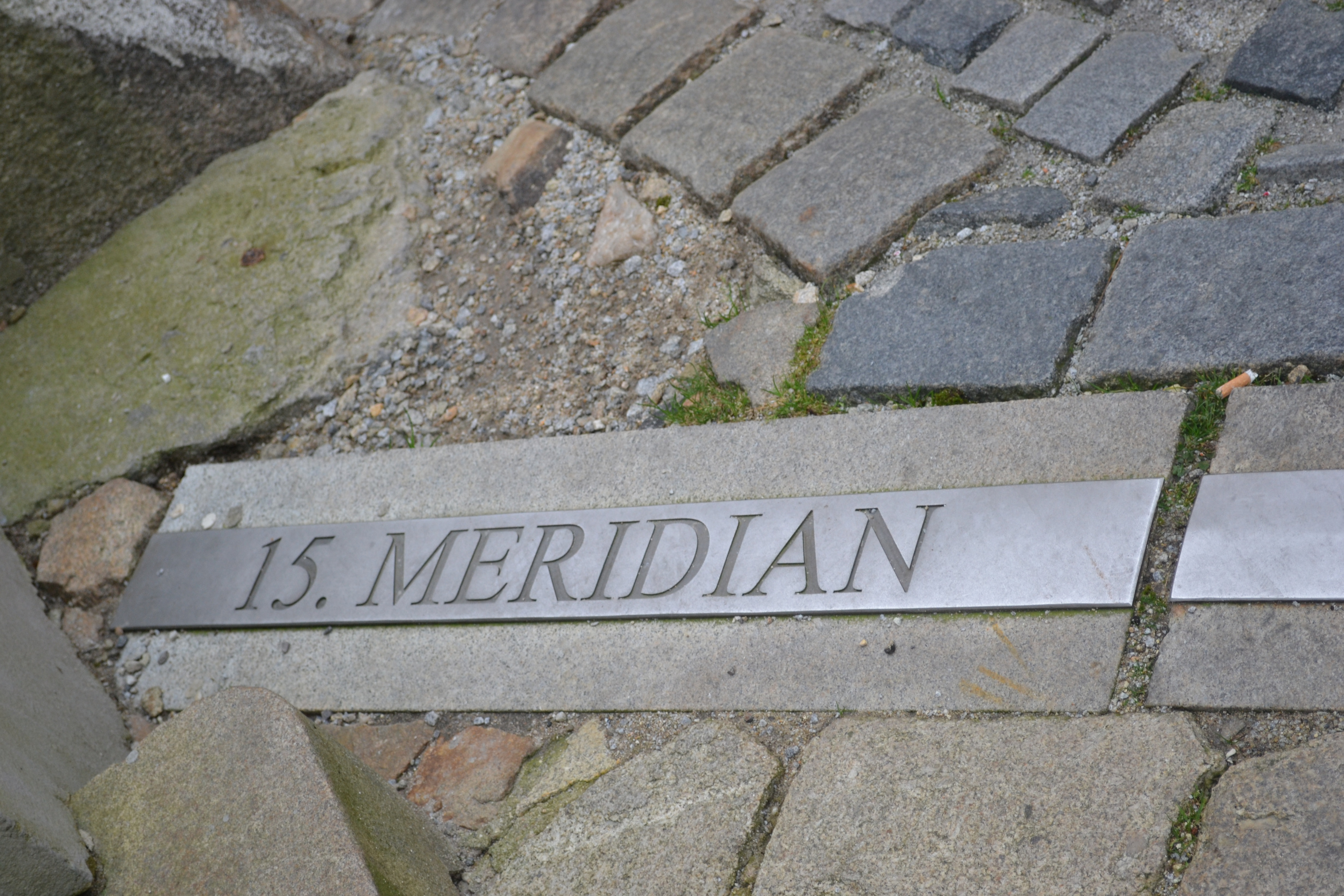
Marca del Meridià 15 al paviment a Jindřichův Hradec, República Txeca

El meridià 15 a l'est de Greenwich és una línia de longitud que s'estén des del pol Nord a través de l'oceà Àrtic, Europa, l'Àfrica, l'oceà Atlàntic, l'oceà Antàrtic i Antàrtida al pol Sud.
El meridià 15 a l'est forma un cercle màxim amb el meridià 165 a l'oest. El meridià és l'eix central de l'Hora Central Europea.
Com tots els altres meridians, la seva longitud correspon a una semicircumferència terrestre, són 20.003,932 km. Al nivell de l'equador, la seva distància del meridià de Greenwich és de 1.670 km.

## De Pol a Pol
Des del pol Nord i dirigint-se cap al sud fins al pol Sud, el meridià 15 a l'est passa per:
| Coordenades                             | País, territori o mar    | Notes |
| --------------------------------------- | ------------------------ | --- |
| 90° 0′ N, 15° 0′ E / 90.000°N,15.000°E  | Oceà Àrtic               | |
| 79° 42′ N, 15° 0′ E / 79.700°N,15.000°E | Noruega                  | Illa de Spitsbergen, Svalbard                                                                                             |
| 79° 8′ N, 15° 0′ E / 79.133°N,15.000°E  | Oceà Atlàntic            | Mar de Groenlàndia Mar de Noruega                                                                                         |
| 68° 51′ N, 15° 0′ E / 68.850°N,15.000°E | Noruega                  | Illes de Langøya, Austvågøy i Hinnøya                                                                                     |
| 68° 16′ N, 15° 0′ E / 68.267°N,15.000°E | Vestfjorden              | |
| 67° 59′ N, 15° 0′ E / 67.983°N,15.000°E | Noruega                  | Illa d'Engeløya i terra ferma                                                                                             |
| 66° 9′ N, 15° 0′ E / 66.150°N,15.000°E  | Suècia                   | |
| 56° 9′ N, 15° 0′ E / 56.150°N,15.000°E  | Mar Bàltic               | |
| 55° 11′ N, 15° 0′ E / 55.183°N,15.000°E | Dinamarca                | Illa de Bornholm |
| 55° 0′ N, 15° 0′ E / 55.000°N,15.000°E  | Mar Bàltic               | |
| 54° 5′ N, 15° 0′ E / 54.083°N,15.000°E  | Polònia                  | |
| 51° 19′ N, 15° 0′ E / 51.317°N,15.000°E | Alemanya                 | Per uns 16 km vora Görlitz                                                                                                |
| 51° 10′ N, 15° 0′ E / 51.167°N,15.000°E | Polònia                  | |
| 51° 1′ N, 15° 0′ E / 51.017°N,15.000°E  | Txèquia                  | Per uns 3 km |
| 50° 59′ N, 15° 0′ E / 50.983°N,15.000°E | Polònia                  | Per uns 6 km |
| 50° 56′ N, 15° 0′ E / 50.933°N,15.000°E | Txèquia                  | S'ha trobat una marca en el paviment a Jindřichův Hradec, però el lloc exacte és 100m a l'oest.[4]                        |
| 49° 1′ N, 15° 0′ E / 49.017°N,15.000°E  | Àustria                  | |
| 46° 37′ N, 15° 0′ E / 46.617°N,15.000°E | Eslovènia                | Gairebé correspon a la línia mitjana del país en direcció a l'oest-est. S'ha creat un monument al poble de Vrhtrebnje.[5] |
| 45° 30′ N, 15° 0′ E / 45.500°N,15.000°E | Croàcia                  | Terra ferma i les illes de Pag, Sestrunj i Dugi otok                                                                      |
| 44° 2′ N, 15° 0′ E / 44.033°N,15.000°E  | Mar Mediterrània         | Mar Adriàtic |
| 42° 0′ N, 15° 0′ E / 42.000°N,15.000°E  | Itàlia                   | A la platja de Termoli; un monument de 7 metres marca el punt 42N 15E[6]                                                  |
| 40° 12′ N, 15° 0′ E / 40.200°N,15.000°E | Mar Mediterrània         | Mar Tirrè |
| 38° 23′ N, 15° 0′ E / 38.383°N,15.000°E | Itàlia                   | Illa de Vulcano |
| 38° 22′ N, 15° 0′ E / 38.367°N,15.000°E | Mar Mediterrània         | Mar Tirrè |
| 38° 9′ N, 15° 0′ E / 38.150°N,15.000°E  | Itàlia                   | Illa de Sicília, a través del volcà Etna volcano                                                                          |
| 36° 42′ N, 15° 0′ E / 36.700°N,15.000°E | Mar Mediterrània         | |
| 32° 25′ N, 15° 0′ E / 32.417°N,15.000°E | Líbia                    | |
| 23° 0′ N, 15° 0′ E / 23.000°N,15.000°E  | Txad                     | Per uns 1 km - el meridià només passa pel punt més al nord del país                                                       |
| 22° 59′ N, 15° 0′ E / 22.983°N,15.000°E | Níger                    | |
| 16° 22′ N, 15° 0′ E / 16.367°N,15.000°E | Txad                     | Passa a través del Llac Txad Passa just a l'oest de N'Djamena                                                             |
| 12° 7′ N, 15° 0′ E / 12.117°N,15.000°E  | Camerun                  | |
| 10° 0′ N, 15° 0′ E / 10.000°N,15.000°E  | Txad                     | |
| 8° 41′ N, 15° 0′ E / 8.683°N,15.000°E   | Camerun                  | |
| 6° 45′ N, 15° 0′ E / 6.750°N,15.000°E   | República Centreafricana | |
| 4° 25′ N, 15° 0′ E / 4.417°N,15.000°E   | Camerun                  | |
| 2° 1′ N, 15° 0′ E / 2.017°N,15.000°E    | Rep. del Congo           | |
| 4° 35′ S, 15° 0′ E / 4.583°S,15.000°E   | R.D. del Congo           | |
| 5° 52′ S, 15° 0′ E / 5.867°S,15.000°E   | Angola                   | |
| 17° 23′ S, 15° 0′ E / 17.383°S,15.000°E | Namíbia                  | |
| 23° 21′ S, 15° 0′ E / 23.350°S,15.000°E | Oceà Atlàntic            | |
| 60° 0′ S, 15° 0′ E / 60.000°S,15.000°E  | Oceà Antàrtic            | |
| 69° 15′ S, 15° 0′ E / 69.250°S,15.000°E | Antàrtida                | Terra de la Reina Maud, reclamada Noruega                                                                                 |